# Pietrăria, Iași
Pietrăria este un sat în comuna Bârnova din județul Iași, Moldova, România.
Satul Pietrărie sau Pietrăria se află în Comuna Bârnova, Județul Iași, având un număr de aproximativ 600 de locuitori.

## Istoric
Satul este atestat documentar din anul 1801, prin jalba colectivă semnată de toți locuitorii, jalbă adresată domnitorului de atunci și în care se arată că ieromonahul Ulian și grădinarul sârb Stan supără și asupresc pe locuitorii acestui sat.
Conform catagrafiilor începutului de secol 19, acest sat era învecinat cu satul sau cătunul Mițelea sau Nițăle(a). Acest nume vine probabil de la un oarecare Niță. Ulterior cele două sate se contopesc ajungând ca în catagrafia din anul 1831 să apară drept cel mai numeros sat din regiune, cu un număr de 47 de familii.
Numele satului vine desigur de la carierele de piatră aflate în regiune.
În jurul anilor 1720-1750, în Iași, încep să fie construite tot mai multe case, poduri, străzi de piatră. Astfel apare celebra breaslă a pietrarilor, podarilor și cărămidarilor. La început pietrarii locuiau în Iași, după cum vedem în Catastiful Iașilor din 1755, însă datorită drumului anevoios până pe Dealul Repedea de unde scoteau lespezile de piatră, au hotărât să se mute la poalele carierei. Astfel apare satul Pietrărie.
Neobișnuit este faptul că ei nu aveau, ca celelalte bresle, o biserică a lor. Iar în toată istoria Pietrăriei nu se vorbește nicăieri despre vreun loc de închinăciune zidit din temelii de această breaslă. Însă, locul unde ei mergeau la rugăciune și își păstrau steagul breslei a fost biserica Sf. Nicolae din Iarmaroc sau de pe drumul Socolei. Această biserică este zidită pe la 1808 de către soția lui Bujor, un temut făcător de rele care a fost spânzurat pe Movila Săranda din Iarmaroc. Această biserică se afla în drumul pietrarilor de la cariere spre zona locuită a orașului. Ea a fost demolată în perioada comunistă spre a face loc unei fabrici care astăzi este doar istorie. După anii 1990 biserica a fost rezidită în apropierea celei vechi.
Tot în această regiune se află un renumit izvor atestat documentar din anii 1660 și modernizat în anul 2008, celebra carieră, releul, numeroase peșteri. De istoria Pietrăriei se leagă și Mănăstirile Bârnova, Cetățuia și Schitul Tărâța, precum și Manăstirea Clatea sau Clatia, zidită de Vameșul Păun pe la 1667 în oglindă cu celebra Cetățuie (1672) a socrului său, Duca Vodă.

## Legături externe
Materiale media legate de Pietrăria la Wikimedia Commons